# Mémoires de la Société de Physique et d'Histoire Naturelle de Genève
Mémoires de la Société de Physique et d'Histoire Naturelle de Genève (abreviado Mém. Soc. Phys. Genève) es una revista ilustrada con descripciones botánicas que es editada en Francia y Suiza por la Société de Physique et d'Histoire Naturelle de Genève. Se publica desde el año 1821.